# سوسیس سفید

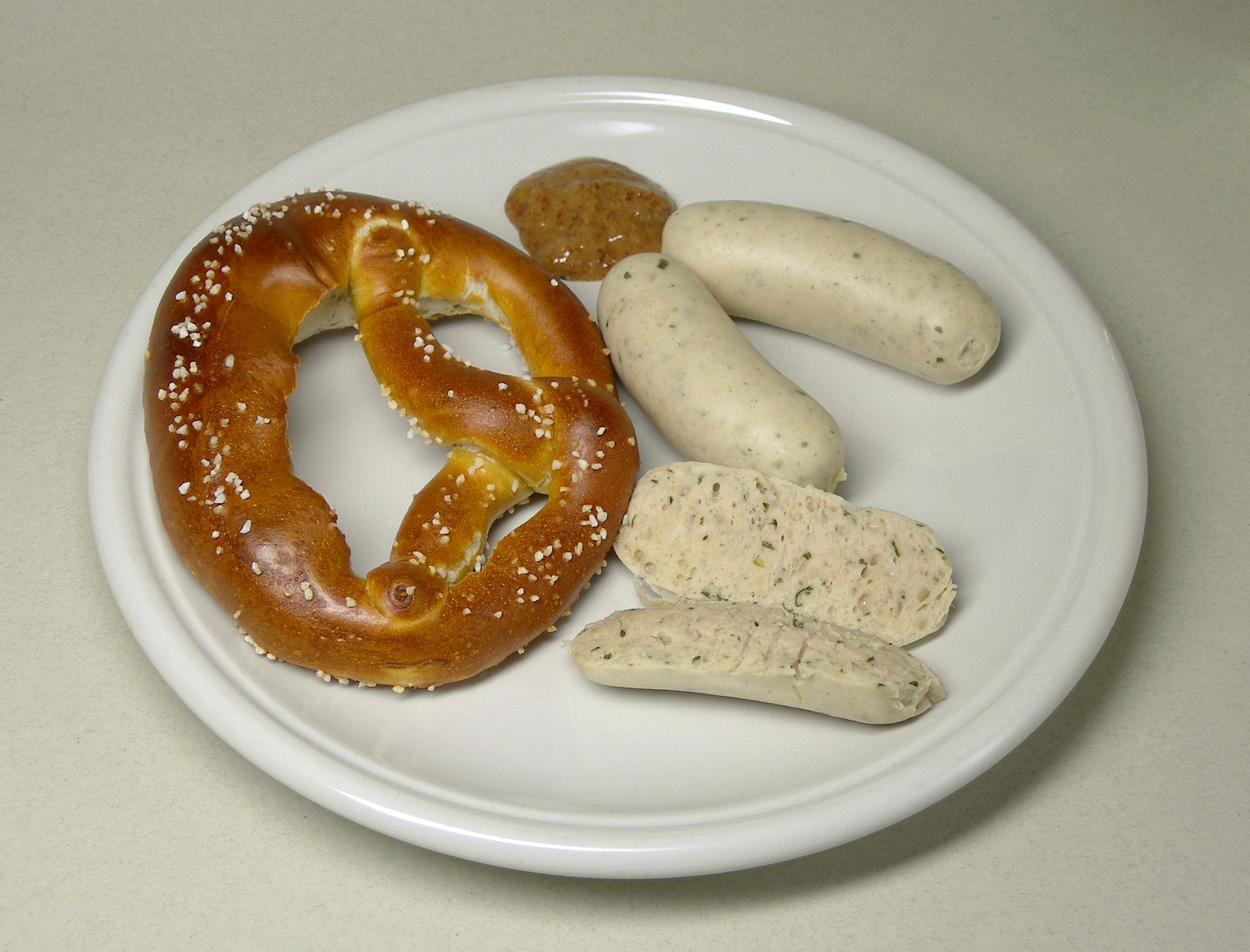
سوسیس سفید همراه با نان پرتسل

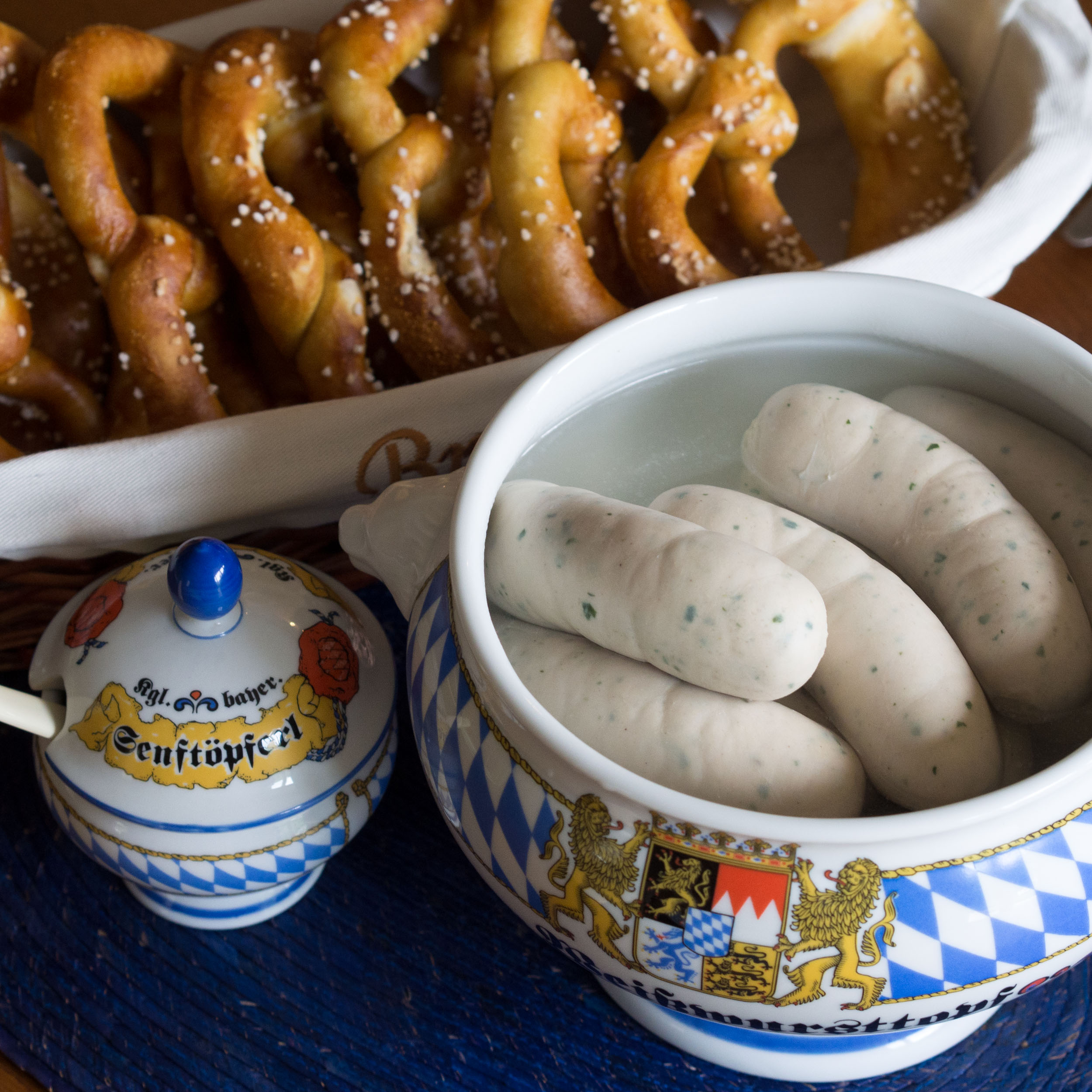
سوسیس‌های سفید که در آب جوش سرو شده‌اند

سوسیس سفید (آلمانی: Weißwurst [ˈvaɪsvʊɐ̯st] ()) سوسیس سنتی از ایالت بایرن در جنوب آلمان است که از گوشت گوسالهٔ چرخ‌شده، و گوشت خوک تهیه می‌شود. معمولاً از جعفری، لیموترش، جوز هندی، پیاز، زنجبیل، و هل و موادی دیگر برای طعم‌دار کردن آن استفاده می‌شود. سپس این مواد را در پوست خوک می‌پیچانند که هر سوسیس حدود ۱۰ تا ۱۲ سانتیمتر طول و ۳ تا ۴ سانتیمتر پهنا دارد.
به‌طور سنتی، از آن‌جایی که این سوسیس‌ها خیلی زود فاسد می‌شده‌اند، ساخت آن‌ها در صبح زود انجام می‌گرفته و پیش از ظهر به‌عنوان میان‌وعده‌ای میان صبحانه و نهار خورده می‌شدند. گوشت این سوسیس‌ها را دودی نمی‌کنند و مصرف و تولید آن‌ها روزانه بوده است و به سوسیس‌های صبح مشهور بوده‌اند. حتی با وجود پیشرفت تکنولوژی و استفاده از یخچال، هنوز هم بسیاری از اهالی بایرن سوسیس سفید را پیش از ظهر می‌خورند.
برای سرو سوسیس سفید، معمولاً آن‌ها را درون آب جوش قرار می‌دهند. پیش از مصرف باید پوستشان را جدا کرد. یک شیوهٔ خوردن آن‌ها برش دادن سوسیس‌ها از طول و جدا کردن پوست است. به‌طور سنتی در کنار این سوسیس‌ها، چاشنی خردل شیرین بایرنی، نان پرتسل و آبجوی گندم قرار می‌دهند.